# Quezeliantha
Quezeliantha là chi thực vật có hoa trong họ Cải.